# Červené stráně
Červené stráně este o arie protejată (arie specială de conservare — SAC, sit de importanță comunitară — SCI) din Republica Cehă întinsă pe o suprafață de 4,72 ha, integral pe uscat.

## Localizare
Centrul sitului Červené stráně este situat la coordonatele 49°04′30″N 16°25′05″E / 49.075°N 16.418056°E.

## Înființare
Situl Červené stráně a fost declarat sit de importanță comunitară în aprilie 2005 pentru a proteja 1 specie de plante. Situl a fost protejat și ca arie specială de conservare în iulie 2012.

## Biodiversitate
Situată în ecoregiunile continentală și panonică, aria protejată nu include niciun habitat protejat.
La baza desemnării sitului se află o specie protejată de  plante: Dianthus moravicus.